# 寂静岭2 重制版
《寂静岭2：重製版》是一款2024年發售的生存恐怖遊戲，也是沉默之丘系列的第十部作品。由波蘭遊戲開發商Bloober Team開發，科樂美發行。它是2001年同名遊戲的重製版，原版遊戲由Konami Computer Entertainment Tokyo（KCET）內部的Team Silent團隊開發。這將是自《沉默之丘：驟雨》（2012年）以來，沉默之丘系列的首部重要作品。和原作一樣，遊戲講述了詹姆斯‧桑達蘭德（由盧克·羅伯斯飾演）的故事，這位鰥夫在收到已故妻子瑪麗的一封信後返回了沉默之丘。
《寂静岭2：重製版》的重製版在2022年10月正式宣布，之前幾個月曾有不少猜測和洩漏。遊戲由Bloober Team的創意總監馬特烏斯·萊納特（Mateusz Lenart）領導，Konami的岡本基擔任製作人。原版遊戲的怪物設計師伊藤暢達和作曲家山岡晃也積極參與了開發。伊藤為遊戲的場景和怪物提供了概念藝術，而山岡則回歸繼續擔任作曲。
遊戲於2024年10月8日在PlayStation 5和Windows平台發售。該遊戲普遍獲得了評論家的好評。

## 製作
2021年6月，波蘭開發商Bloober Team宣布，他們與科樂美達成了一項「戰略合作協議」，該協議涵蓋「共同開發選定內容並與出版商分享技術經驗」。Bloober Team的首席執行官皮奧特·巴比耶諾就此合作發表評論，指出「像科樂美這樣的知名公司選擇與Bloober Team進行戰略合作，意味著我們也成為了全球遊戲領導者的一員，並在這一市場中作為平等的合作夥伴」。科樂美則發表了一份獨立聲明，表示「目前我們尚無具體細節可供分享，但可以確定的是，Bloober Team將繼續創作原創內容，我們也期待與他們合作，探索我們旗下IP的潛力」。
2022年9月，疑似《沉默之丘2：重製版》的圖片在外界洩露，據稱，該重製版由Bloober Team開發，進一步證實了科樂美透過外包方式重振該系列的報導。一位網絡洩密者聲稱，這些圖片來自Bloober Team向科樂美提案時所開發的內部測試Demo，並不代表遊戲的最終版本。這些圖片隨後被科樂美代表刪除。次月，另一個洩密事件出現，這次是通過科樂美誤公開的YouTube預告片描述，暗示了該遊戲的存在。
2022年10月，科樂美在「沉默之丘」展示會上正式宣布重製版的製作消息，並介紹了其他新遊戲項目，如《SILENT HILL f》、《沉默之丘：城鎮墜落》和《沉默之丘：上升》，以及電影《重返沉默之丘》。這是科樂美自2012年《沉默之丘：驟雨》發布以來，首次大規模推動該系列，該系列自時為旗下小島工作室的《寂靜嶺》取消後多年未有新作問世。
在展示會上，科樂美宣布原系列怪物設計師伊藤暢達和作曲家山岡晃將回歸參與重製版的開發。Bloober Team的創意總監兼首席設計師馬特烏斯·萊納特表示，「在保留《寂靜嶺2》獨特氛圍的同時，對遊戲玩法的多個方面進行現代化」是重製的核心目標。萊納特還透露，遊戲中的第三人稱戰鬥系統和部分故事情節都進行了全新設計。在接受《Fami通》採訪時，製作人岡本透露，Bloober Team拒絕了原作開發人員提出的一些修改建議，這些建議旨在為玩家提供全新的體驗。他還指出，若該遊戲由科樂美日本團隊開發，可能會呈現出「完全不同的重製版」。這款遊戲採用了虛幻引擎5進行開發。

## 發行
《沉默之丘2：重製版》於2024年10月8日在PlayStation 5和Windows平台發行。數位豪華版的預購玩家可以提前48小時獲得遊戲。該遊戲將在PlayStation 5主機上獨佔至少一年。

## 評價
| 汇总媒体             | 得分                     |
| -------------------- | ------------------------ |
| Metacritic           | (PS5) 87/100 (PC) 86/100 |
| OpenCritic（推荐率） | 93%                      |

| 媒体                  | 得分 |
| --------------------- | ---- |
| Digital Trends        | 4/5  |
| Eurogamer             | 5/5  |
| GamesRadar+           | 4/5  |
| GameSpot              | 9/10 |
| HardcoreGamer         | 4/5  |
| IGN                   | 8/10 |
| PCGamesN              | 7/10 |
| Push Square           | 9/10 |
| VG247                 | 5/5  |
| Video Games Chronicle | 4/5  |

根據評論匯總網站Metacritic的數據，《沉默之丘2：重製版》獲得了評論家「普遍好評」的評價。OpenCritic報告稱，93%的評論家推薦這款遊戲。

#### 销量
游戏发售四天销量便已突破100万份，这也是寂静岭全系列中最快到达这一销售数字的游戏。至2025年1月，游戏销量已突破200万份。

### 註解
1. ↑  基於57則評論家的評論
2. ↑  基於7則評論家的評論
3. ↑  基於41則評論家的評論

### 來源
1. ↑  . VGC. 2021-06-30  [2024-10-07]. （原始内容存档于2023-02-27） （英国英语）.
2. ↑  Goslin, Austen. . Polygon. 2021-06-30  [2024-10-07]. （原始内容存档于2023-02-27） （美国英语）.
3. ↑  . VGC. 2021-02-18  [2024-10-07]. （原始内容存档于2021-02-18） （英国英语）.
4. ↑  Kinnun, Maria. . Couch Soup. 2021-08-03  [2024-10-07]. （原始内容存档于2024-08-21） （美国英语）.
5. ↑  . Eurogamer.net. 2022-09-04  [2024-10-07]. （原始内容存档于2023-02-27） （英语）.
6. ↑  McWhertor, Michael. . Polygon. 2022-05-13  [2024-10-07]. （原始内容存档于2023-02-27） （美国英语）.
7. ↑  . GameSpot.   [2024-10-07]. （原始内容存档于2023-02-28） （美国英语）.
8. ↑  Kim, Matt. . IGN. 2022-10-19  [2024-10-07]. （原始内容存档于2022-12-27） （英语）.
9. ↑  Crecente, Brian. . Polygon. 2015-04-27  [2024-10-07]. （原始内容存档于2023-06-22） （美国英语）.
10. ↑  Stuart, Keith. . The Guardian. 2022-10-19  [2024-10-07]. ISSN 0261-3077. （原始内容存档于2022-11-10） （英国英语）.
11. ↑  . VGC. 2024-06-06  [2024-10-07]. （原始内容存档于2024-06-07） （英国英语）.
12. ↑  published, Joshua Wolens. . PC Gamer. 2024-08-19 （英语）.
13. ↑  Square, Push. . Push Square. 2022-10-19  [2024-10-07]. （原始内容存档于2022-10-20） （英国英语）.
14. ↑  . web.archive.org. 2024-01-04  [2024-10-07]. 原始内容存档于2024-01-17.
15. ↑  . Gematsu. 2024-05-30  [2024-10-07]. （原始内容存档于2024-05-31） （美国英语）.
16. ↑  . Metacritic.   [2024-10-04]. （原始内容存档于2024-10-04）.
17. ↑  . Metacritic.   [2024-10-05]. （原始内容存档于2024-10-04）.
18. ↑  . OpenCritic.   [2024-10-07]. （原始内容存档于2024-10-04）.
19. ↑  Colantonio, Giovanni. . Digital Trends. 2024-10-04  [2024-10-04]. （原始内容存档于2024-10-06）.
20. ↑  Blake, Vikki. . Eurogamer. 2024-10-04  [2024-10-04]. （原始内容存档于2024-10-04）.
21. ↑  Hurley, Leon. . GamesRadar+. 2024-10-04  [2024-10-04]. （原始内容存档于2024-10-04）.
22. ↑  Delaney, Mark. . GameSpot. 2024-10-04  [2024-10-04]. （原始内容存档于2024-10-04）.
23. ↑  Shive, Chris. . Hardcore Gamer. 2024-10-04  [2024-10-04]. （原始内容存档于2024-10-04）.
24. ↑  Ogilvie, Tristan. . IGN. 2024-10-04  [2024-10-04]. （原始内容存档于2024-10-04）.
25. ↑  Rose, Danielle. . PCGamesN. 2024-10-04  [2024-10-04]. （原始内容存档于2024-10-04）.
26. ↑  Croft, Liam. . Push Square. 2024-10-04  [2024-10-04]. （原始内容存档于2024-10-04）.
27. ↑  Raynor, Kelsey. . VG247. 2024-10-04  [2024-10-04]. （原始内容存档于2024-10-04）.
28. ↑  Scullion, Chris. . Video Games Chronicle. 2024-10-04  [2024-10-04]. （原始内容存档于2024-10-04）.
29. ↑  . Push Square. 2024-10-17  [2025-01-29]. （原始内容存档于2024-12-13） （英国英语）.
30. ↑  . Gematsu. 2025-01-29  [2025-01-29]. （原始内容存档于2025-04-15） （美国英语）.

## 外部連結
- 官方网站